# Conjoux
Conjoux is een dorpje in de Belgische provincie Namen. Vroeger was het het grootste dorp binnen de gemeente Conneux. Deze gemeente werd in 1977 bij de gemeente Ciney ondergebracht.

## Ligging
Conjoux ligt ten oosten van het traject Namen-Neufchâteau van de A4.

## Bezienswaardigheden
- Grotten van Conjoux, achttien, rond 1890 aangelegde grotten in de vorm van een rozenkrans, betreft een Mariabedevaartsoord
- Linde van Conjoux, grootbladige of zomerlinde, een van de grootste, dikste en oudste in zijn soort in België
- Kasteel van Conjoux, dateert uit de 19e eeuw, alleen de woning van de conciërge is nog over, het overblijfsel heeft twee torens

## Geboren
- Gaston Compère (1924-2008), filoloog, (toneel)schrijver, essayist en dichter (een van de belangrijkste schrijvers van de Condroz)

## Fotogalerij

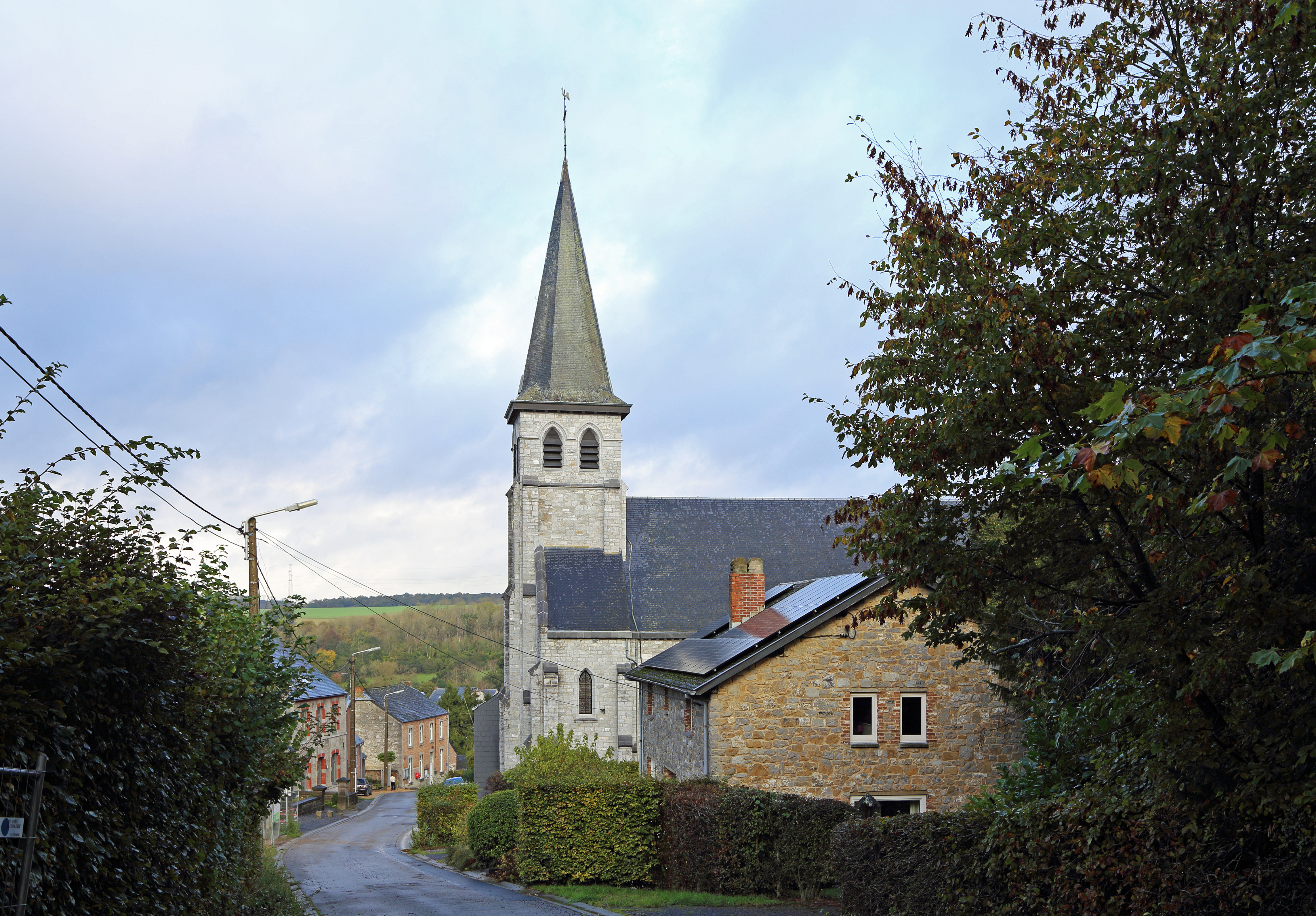
Dorpsgezicht met de Sint-Martinuskerk
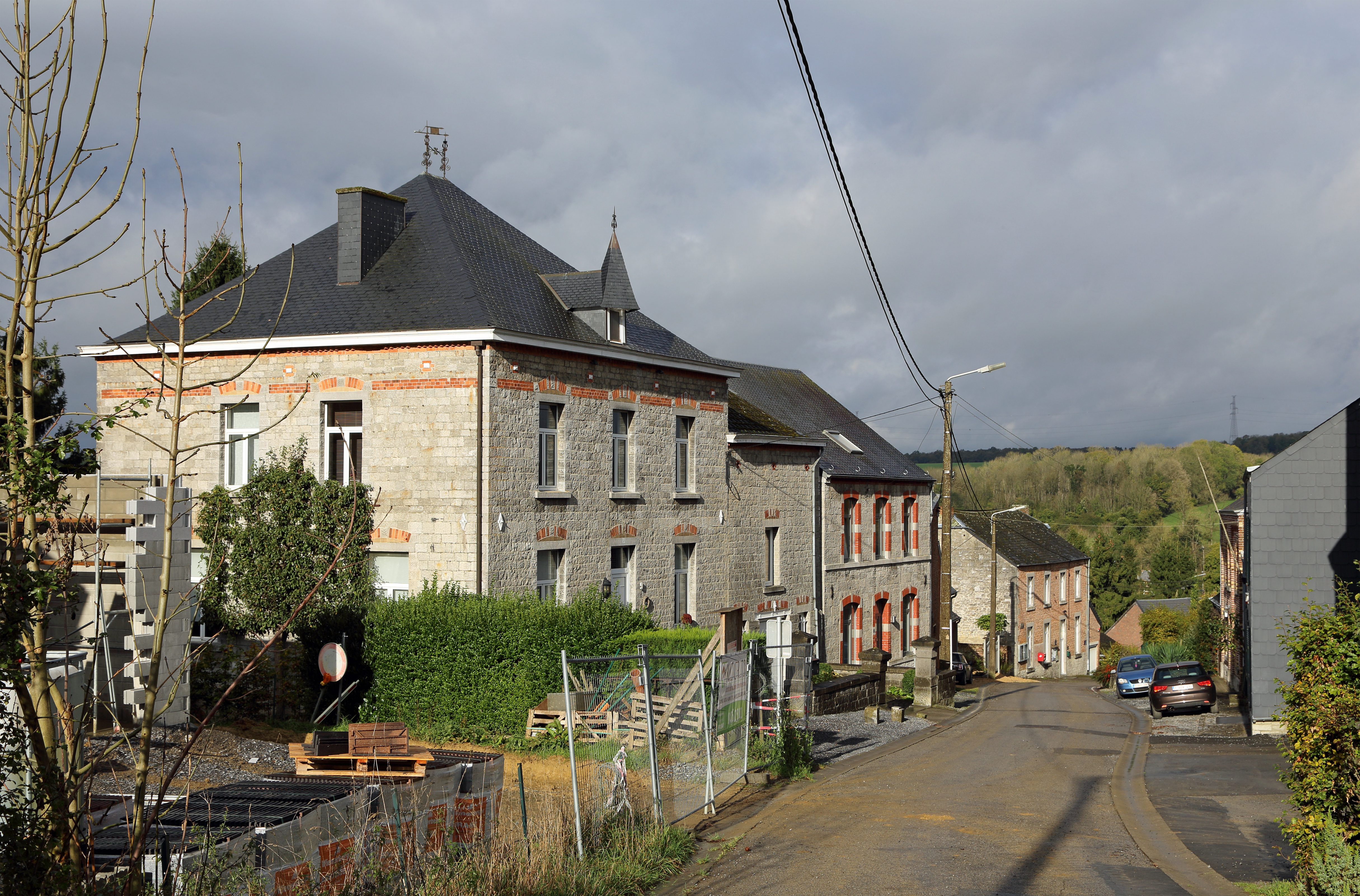
Dorpsgezicht
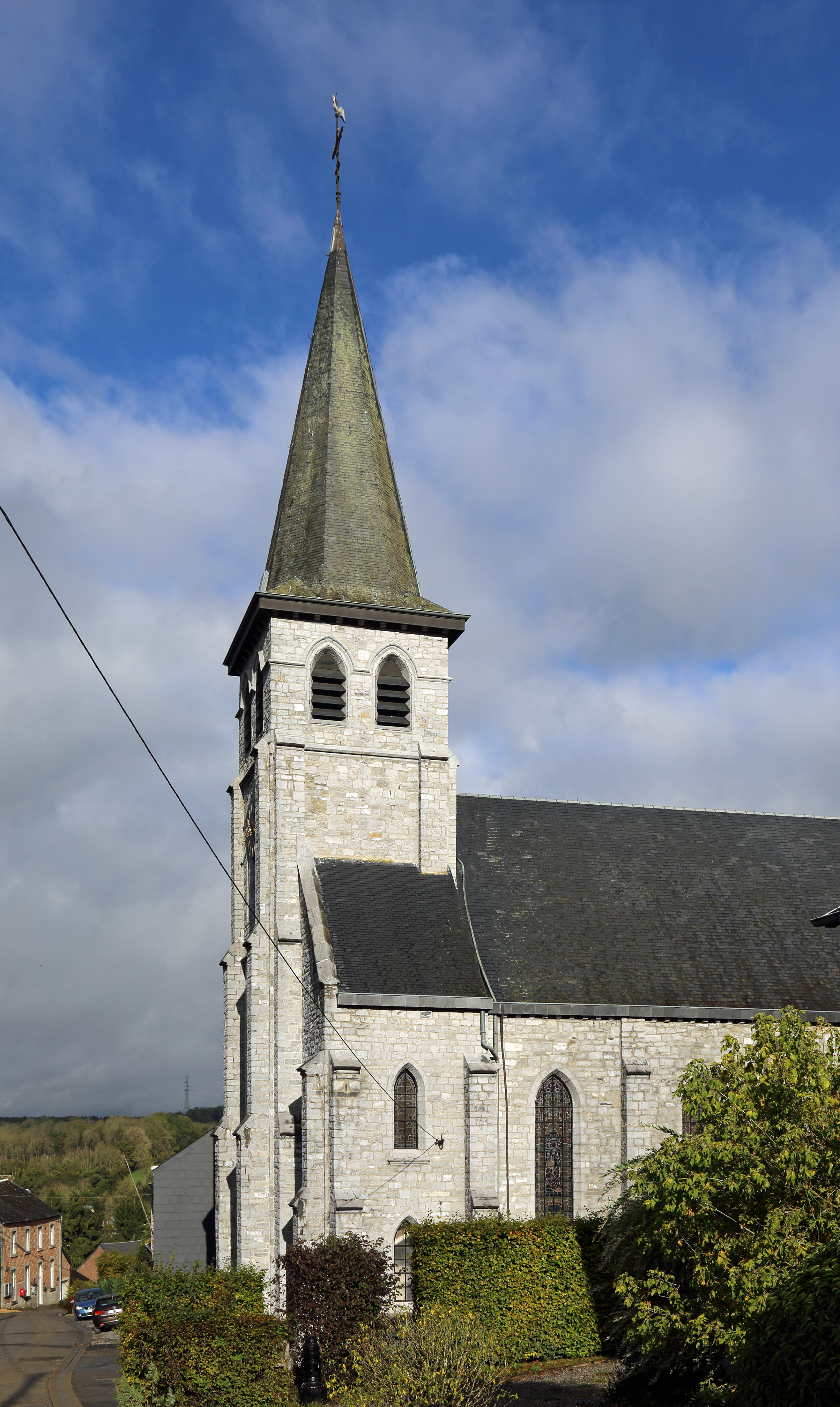
Parochiekerk Sint-Martinus
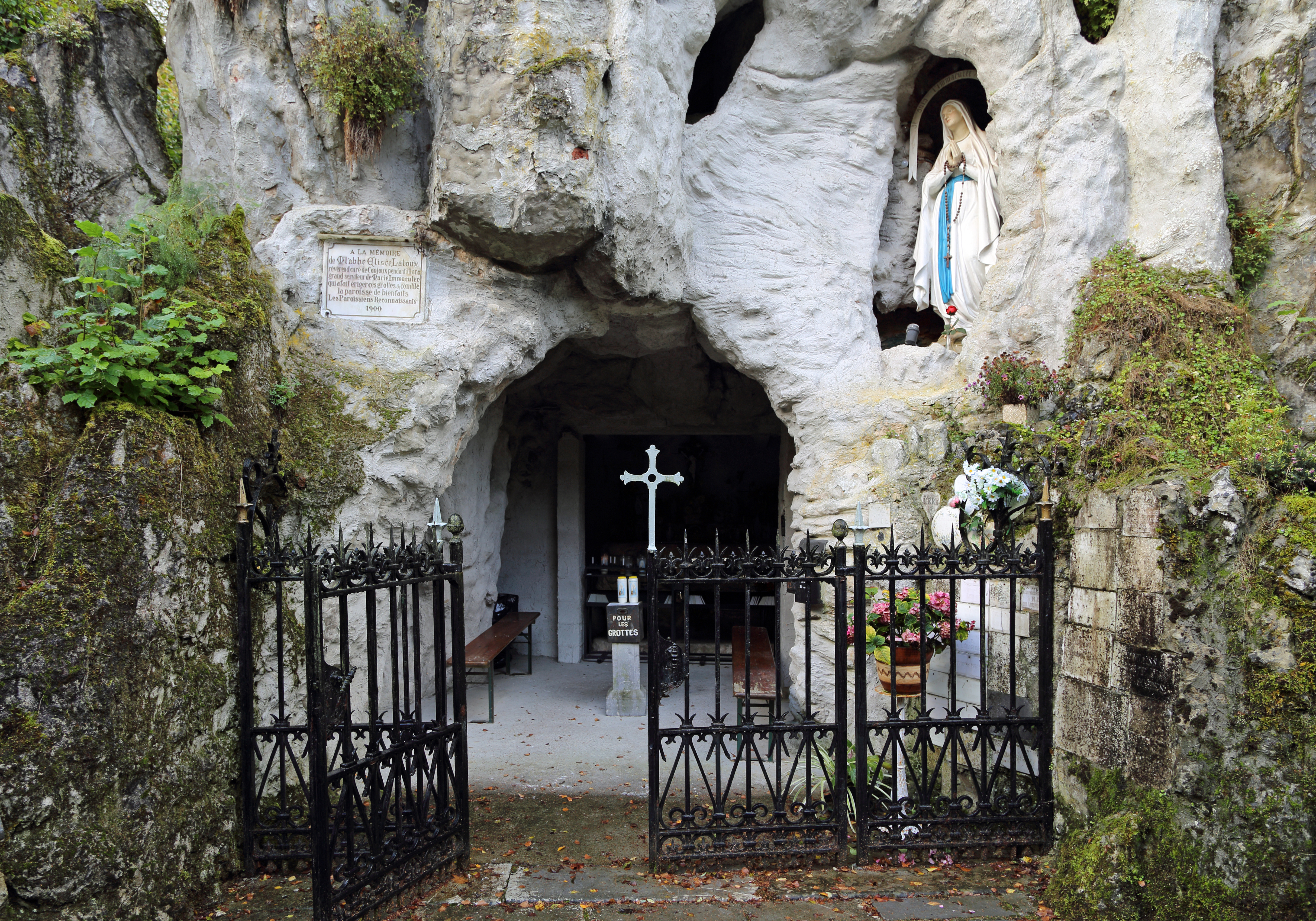
Lourdesgrot
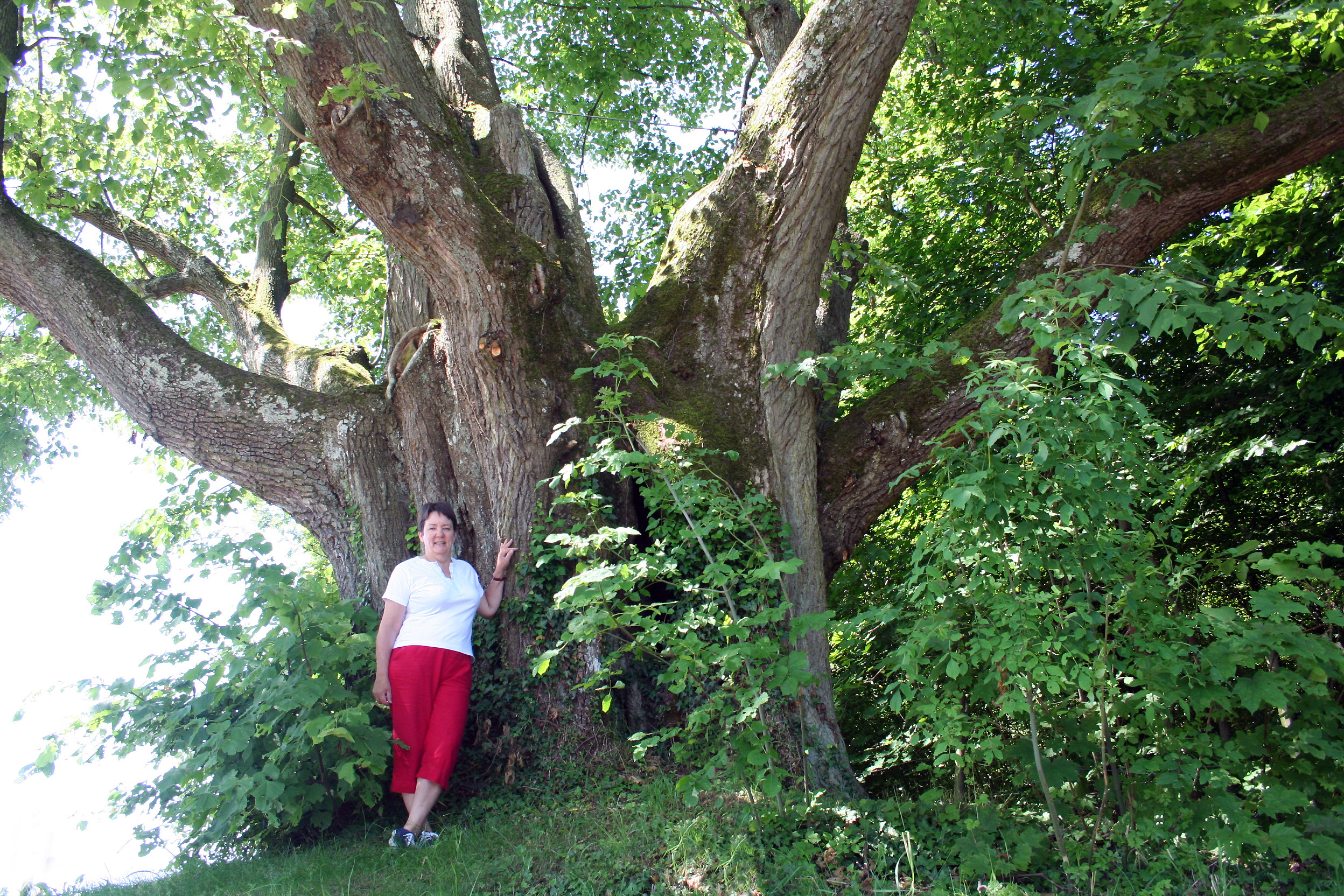
De Linde van Conjoux

Deelgemeenten: Achêne · Braibant · Chevetogne · Ciney · Conneux · Leignon · Pessoux · Serinchamps · Sovet

Overige kernen:  Barcenal · Bragard · Chapois · Conjoux · Corbion · Croix · Enhet · Fays · Haid · Halloy · Haversin · Jannée · Jet · Les Basses · Linciaux · Reuleau · Reux · Ronvaux · Senenne · Stée · Trisogne · Vincon · Ychippe

Belgische gemeenten · arrondissement Namen · provincie Namen · Wallonië